# Vera Trefilova
Pour les articles homonymes, voir Trefilova.
Vera Aleksandrovna Trefilova (en russe : Вера Александровна Трефилова), née le 8 octobre 1875 à Vladikavkaz et morte à Paris le 11 juillet 1943, est une ballerine et pédagogue russe.

## Biographie
Véra Trefilova naît dans une famille d'artistes. Sa mère est actrice dramatique et la future ballerine est l'enfant illégitime d'un officier qui meurt bientôt. Sa marraine est l'actrice fameuse Maria Savina (1854-1915). Elle termine l'académie théâtrale de Saint-Pétersbourg en 1894, où elle a eu comme professeurs Ekaterina Vazem et Pavel Gerdt. Elle est aussitôt prise dans le corps de ballet du théâtre impérial Mariinsky, avec l'assurance qu'elle sera choisie comme soliste, ce qui advient en 1906. Elle prend des leçons avec Catarina Beretta, Enrico Cecchetti, Maury à Paris, Evguenia Sokolova ou Nicolas Legat. Elle remplace en 1898 Ekaterina Helzer (1876-1962) dans La Fille du mikado de Lev Ivanov, mais elle doit encore attendre pour être soliste. Elle danse toutefois quelques parties en solo et lorsqu'elle est nommée soliste, elle a une grande maîtrise du répertoire. La presse de l'époque reconnaît en elle une ballerine harmonieuse et pleine de grâce du ballet classique de l'ère préfokinienne. Le critique de ballet Valerian Svetlov devient son troisième époux.
Véra Trefilova s'est produite sur la scène du Mariinsky de 1894 à 1910. Parmi ses rôles, l'on peut distinguer:
- La Belle au bois dormant, la fée Argent
- Giselle, le pas de deux du premier acte
- 1894, Le Réveil de Flore, Amour
- 1895, Le Lac des cygnes, la Danse des petits cygnes
- 1898, Acis et Galatée, sur une musique de Catterino Cavos et une chorégraphie de Lev Ivanov, Amour, puis Hyménée
- 1900, Les Saisons de Glazounov et Petipa, La Grêle
- La Halte de cavalerie, Thérèse
- Coppélia, Swanilda
- 1902, Don Quichotte, dans la version d'Alexandre Gorski, Quiterie
- 1903, La Fée poupée, de Nicolas et Serge Legat, la poupée japonaise
- La Tulipe de Haarlem, Emma
- 1904, La Belle au bois dormant, Aurore
- 1907, La Fleur rouge de Nicolas Legat
- 1907, La Nuit de Terpsichore, de Michel Fokine
- 1910, Le Lac des cygnes, Odette-Odile

## Vie privée
La vie privée de Véra Trefilova est agitée. Elle épouse en premières noces le fils d'un sénateur, A. Butler. Elle dépense de forte sommes aux cartes, et le couple se sépare. Elle épouse ensuite le fils d'un millionnaire, Nicolas Soloviev, et demeure dans un bel hôtel particulier de Saint-Pétersbourg. Celui-ci souhaite toutefois qu'elle quitte la scène, ce qu'elle fait en 1910, tout en étant mêlée à des intrigues de coulisses. Soloviev meurt en 1915 et elle tente de remonter sur scène au théâtre Michel, tout en poursuivant la publication de la revue éditée naguère par son mari, Le Bibliophile russe, mais elle abandonne devant les difficultés en 1916. Elle épouse en 1916 en troisièmes noces le critique du célèbre journal Niva, Valerian Svetlov (1860-1934), qui est aussi l'auteur de livres sur le ballet.

## En émigration
Le ménage émigre à Paris, à cause de la Révolution d'Octobre et elle ouvre une école de ballet, sous le nom de Véra Trefilova. On compte parmi ses élèves Nina Vyroubova, Marina Svetlova, Mary Skeaping, Piotr Lechtchenko ou Marie Bicknell.
Elle est invitée par Serge de Diaghilev à prendre part en 1921 à une nouvelle version de La Belle au bois dormant, représentée à Londres, dans le rôle d'Aurore. Elle danse, avec quelques interruptions, dans les ballets de Diaghilev, jusqu'en 1926 principalement dans La Belle au bois dormant, Le Lac des cygnes, ou Le Spectre de la rose, et soulève l'enthousiasme à Monte-Carlo. Ensuite, elle n'apparaît plus sur scène, elle a 50 ans.
Elle meurt à Paris pendant l'occupation allemande et est enterrée au cimetière russe de Sainte-Geneviève-des-Bois.